# Villafranca (film)
Villafranca è un film del 1934 diretto da Giovacchino Forzano.

## Trama
Cronistoria degli avvenimenti che vanno dal gennaio 1858, all'incontro di Monzambano tra il Re Vittorio Emanuele II e Cavour, nella notte dell'11 luglio 1859, quando fu comunicata dal Re al ministro, copia dei preliminari di pace tra l'Imperatore dei francesi e Francesco Giuseppe.

## La critica
Filippo Sacchi nel Corriere della Sera del 20 gennaio 1934 « Apparentemente se c'era un caso che giustificava la trasposizione letterale sullo schermo di un'opera di teatro era questo, in cui non soltanto la concatenazione delle vicende, ma le battute stesse del dialogo erano dettate dalla storia. Pure, anche nei limiti prefissi, siamo convinti che sarebbe stato possibile dare a questa vasta e pittoresca materia una maggiore elaborazione cinematografica. Nell'intento di arrivare a questa elaborazione, Forzano ha avuto la lodevolissima cura di andare a girare i più significativi episodi del dramma nei loro sfondi autentici. Purtroppo vi ha collocato personaggi presi tali e quali dal palcoscenico, con gli stessi gesti, le stesse inflessioni, si direbbe le stesse truccature, e il contrasto della convenzione scenica sovrapposta al dettaglio reale, non fa che far sentire più vivo l'artificio di quella... »

## Produzione
La pellicola è tratta dal dramma teatrale omonimo del 1931, scritto dallo stesso Forzano e riportante il nome di Benito Mussolini in qualità di coautore. Opera di propaganda, la storia vuole suggerire un parallelismo tra Camillo Benso conte di Cavour e Mussolini stesso, con l'intento di suggerire come il ruolo del primo ministro contasse più del re.
Il film è stato girato in interni presso gli stabilimenti Fert di Torino, ed anche al Palazzo Reale, Palazzo Madama e Teatro Regio tra il 1932 ed il 1933.

## Distribuzione
Il film venne distribuito nelle sale cinematografiche italiane il 19 gennaio del 1934.